# Partido judicial de Segorbe
El partido judicial de Segorbe es uno de los cinco partidos judiciales de la provincia de Castellón , Comunidad Valenciana; en concreto se trata del partido judicial n.º 2 de la provincia de Castellón.
El ámbito territorial, que viene regulado por el Real Decreto 529/1983, de 9 de marzo, comprende los municipios de:
- Algimia de Almonacid
- Almedíjar
- Altura
- Azuébar
- Barracas
- Bejís
- Benafer
- Castellnovo
- Caudiel
- Chóvar
- Fuente la Reina
- Gaibiel
- Geldo
- Higueras
- Jérica
- Matet
- Montán
- Montanejos
- Navajas
- Pavías
- Pina de Montalgrao
- Puebla de Arenoso
- Sacañet
- Segorbe
- Soneja
- Sot de Ferrer
- Teresa
- Torás
- Toro (El)
- Vall de Almonacid
- Villanueva de Viver
- Viver